# Sistema 1 do Trem Suburbano do Vale do México
O Sistema 1: Buenavista ↔ Cuautitlán é o único sistema em operação do Trem Suburbano do Vale do México, inaugurado no dia 7 de maio de 2008. Estende-se por cerca de 27 km.
Possui um total de 7 estações em operação, das quais todas são superficiais. A Estação Buenavista possibilita integração com as linhas do Metrô da Cidade do México.
O sistema, operado pela Ferrocarriles Suburbanos, S.A.P.I. de C.V., registrou um movimento de cerca de 57 milhões de passageiros em 2017. Atende as demarcações territoriais de Azcapotzalco e de Cuauhtémoc, pertencentes à Cidade do México, além dos seguintes municípios: Cuautitlán, Tlalnepantla de Baz e Tultitlán.

## Trechos
O Sistema 1, ao longo dos anos, foi sendo ampliado a medida que novos trechos eram entregues. A tabela abaixo lista cada trecho construído, junto com sua data de inauguração, o número de estações inauguradas e o número de estações acumulado:
| Trecho                | Inauguração          | N.º de estações entregue | N.º de estações acumulado |
| --------------------- | -------------------- | ------------------------ | ------------------------- |
| Buenavista ↔ Lechería | 7 de maio de 2008    | 5                        | 5                         |
| Lechería ↔ Cuautitlán | 5 de janeiro de 2009 | 2                        | 7                         |

## Estações
| Nome         | Inauguração          | Demarcação territorial          | Integração | Posição    | Latitude      | Longitude     |
| ------------ | -------------------- | ------------------------------- | ---------- | ---------- | ------------- | ------------- |
| Buenavista   | 7 de maio de 2008    | Cuauhtémoc                      |            | Superfície | 19° 26' 50" N | 99° 09' 07" O |
| Fortuna      | 7 de maio de 2008    | Azcapotzalco                    | -          | Superfície | 19° 29' 31" N | 99° 10' 16" O |
| Tlalnepantla | 7 de maio de 2008    | Tlalnepantla de Baz (município) | -          | Superfície | 19° 32' 12" N | 99° 11' 02" O |
| San Rafael   | 7 de maio de 2008    | Tlalnepantla de Baz (município) | -          | Superfície | 19° 33' 54" N | 99° 11' 43" O |
| Lechería     | 7 de maio de 2008    | Tultitlán (município)           | -          | Superfície | 19° 36' 04" N | 99° 11' 11" O |
| Tultitlán    | 5 de janeiro de 2009 | Tultitlán (município)           | -          | Superfície | 19° 38' 07" N | 99° 10' 48" O |
| Cuautitlán   | 5 de janeiro de 2009 | Cuautitlán (município)          | -          | Superfície | 19° 39' 59" N | 99° 10' 33" O |